# Jorge Maldonado Contreras
Jorge Rodrigo Maldonado Contreras (Santiago, 6 de febrero de 1972) es un abogado y político chileno, miembro del Partido Radical (PR).  Se desempeñó como subsecretario de Bienes Nacionales durante todo el segundo gobierno de la presidenta Michelle Bachelet (2014-2018).

## Familia y estudios
Nacido en Las Condes en 1972, es hijo del comerciante Gabriel Arnulfo Maldonado Carvajal y de María Angélica Contreras Barrios. Se casó con la abogada Javiera del Pilar Terroba Aguirre en 1997, divorciándose en 2013.
Es abogado de la Universidad Bernardo O'Higgins, con postítulo en Reforma Procesal Penal (RPP) de la Universidad Alberto Hurtado (UAH) y especializado en derecho de menores de la Universidad de Chile.

## Trayectoria pública
Ejerció su profesión de abogado en la Secretaría Regional Ministerial de Justicia en la región de Magallanes, durante el período en que se implementó la RPP en esa zona austral del país.
Posteriormente, formó parte —a nivel central—, entre 2004 y 2005, del equipo que puso en marcha la «Nueva Justicia Penal» en Chile, implementada por la «Unidad Coordinadora de la Reforma Procesal Penal» del Ministerio de Justicia, dirigido entonces por el ministro Luis Bates.
Asimismo, ha desempeñado diversos cargos de alta responsabilidad en el servicio público, entre ellos, jefe de gabinete del Ministerio de Justicia y de la Subsecretaría General de Gobierno —ambos dirigidos por Carlos Maldonado Curti—, durante el primer gobierno de Michelle Bachelet, entre 2006 y 2010. Así también, como otras tareas que debió asumir durante ese periodo, lideró equipos multidisciplinarios en RPP, Justicia de Familia y Laboral, y otras iniciativas legales.